# Liste der Bodendenkmale in Bilsen
In der Liste der Bodendenkmale in Bilsen sind die Bodendenkmale der Gemeinde Bilsen nach dem Stand der Bodendenkmalliste des Archäologischen Landesamts Schleswig-Holstein von 2016 aufgelistet. Die Baudenkmale sind in der Liste der Kulturdenkmale in Bilsen aufgeführt.
| Denkmal-ID           | Befundart           | Bezeichnung               | Zeitstellung                 | Lage | Bemerkungen | Bild |
| -------------------- | ------------------- | ------------------------- | ---------------------------- | ---- | ----------- | ---- |
| aKD-ALSH-Nr. 002 402 | Grabmal > Grabhügel | Grabhügel                 | Vor- und/oder Frühgeschichte |      |             |      |
| aKD-ALSH-Nr. 002 411 | Grabmal > Grabhügel | Grabhügel „Krattwäldchen“ | Vor- und/oder Frühgeschichte |      |             |      |